# Julio César Guerra Tulena
Julio César Guerra Tulena (San Andrés de Sotavento, Córdoba, 27 de septiembre de 1933-Sincelejo, Sucre, 27 de septiembre de 2022) fue un médico y político colombiano. 
Miembro del Partido Liberal, ha sido elegido por voto popular para integrar el Senado y la Cámara de Representantes de Colombia. Fue Gobernador del departamento de Sucre entre 2012 y 2015.

## Congresista de Colombia
En las elecciones legislativas de Colombia de 1991, Guerra Tulena fue elegido miembro de la Cámara de Representantes de Colombia por el departamento de Sucre. En las elecciones legislativas de Colombia de 1994, Guerra Tulena fue elegido senador de la república de Colombia, siendo reelecto en 1998 con un total de 40.661 votos. Guerra Tulena sucedió a Juan Guillermo Ángel Mejía como Presidente del Senado de la República de Colombia en 1995.

### Iniciativas
El legado legislativo de Julio César Guerra Tulena se identificó por su participación en las siguientes iniciativas desde el congreso:

- Desarrollo del artículo 180 de la constitución política referente a incompatibilidad de congresistas.[6]
- Fomentar y propiciar el desarrollo del transporte fluvial en Colombia y su integración en el sistema fluvial de Suramérica.[7]
- Crear el fondo nacional para la investigación, manejo y desarrollo de las zonas secas y lucha contra la desertificación y la sequía.[8]

## Gobernador de Sucre
En las elecciones de 2002, Guerra Tulena no consiguió reelegirse como senador, lo cual lo llevó a un alejamiento de la política activa. En 2007 regresa como candidato a la Gobernación de Sucre, siendo derrotado en una reñida elección por Jorge Barraza Farak (32.69% contra 32.28%). En 2010 intenta llevar a su hijo Julio Miguel Guerra al Senado, sin éxito. En 2011 logra la elección como Gobernador de Sucre con más del 65% de los votos, convirtiéndose desde el 1° de enero de 2012 en el gobernador de mayor edad en el país.

## Proceso por corrupción
En el 2019 la Contraloría General falló por responsabilidad fiscal en su contra. Fue encontrado responsable junto a otros funcionarios de la desaparición de $2.398 millones de pesos de recursos de la salud.